# Сардобський район
Сардобський район (узб. Sardoba tumani / Сардоба тумані) — адміністративно-територіальна одиниця у складі Сирдар'їнської області Республіки Узбекистан. Адміністративним центром району є міське селище Пахтаабад.

## Географія
Територія району розташована в центральній частині Голодного степу й характеризується рівнинним рельєфом. Єдиним природним водотоком є річка Сирдар'я, що формує західний кордон району. Завдяки розгалуженій зрошувальній системі та наявності кількох штучних водосховищ Сардобський район є одним із найбільш розвинених сільськогосподарських центрів області.

## Історія
Сардобський район було утворено 30 квітня 1964 року під назвою Іллічівський. У 1992 році, в межах адміністративно-територіальних змін, йому було надано нову назву — Шараф-Рашидовський район. У 2004 році район отримав свою сучасну назву — Сардобський.
1 травня 2020 року на Сардобському водосховищі стався прорив дамби, зведеної у 2017 році, що спричинило масштабну повінь. Унаслідок катастрофи загинуло четверо людей, ще одна особа зникла безвісти. Підтоплення також зачепило населені пункти в сусідній Туркестанській області Казахстану.

## Клімат
Клімат району визначається впливом різко континентального кліматичного поясу, що зумовлює значні добові та сезонні коливання температур.
Зимові періоди короткі та відносно м'які, з середніми температурами в січні від -3 до -5 градусів. Однак під впливом холодних повітряних мас арктичного походження температура може знижуватися до -25 градусів і нижче. Також можливі сильні снігові хуртовини, хоча сніговий покрив зазвичай незначний. Погода взимку нестабільна: періоди відлиг, опади у вигляді мокрого снігу та дощу, сильні вітри змінюються морозними та ясними днями. Весна приходить на початку березня, і до середини місяця середні температури досягають +10...+15 градусів.
Літо, що характеризується посушливою та спекотною погодою, є найдовшим періодом року. Середні температури в липні-серпні коливаються в межах +27...+29 градусів. Прогноз погоди часто попереджає про можливі пилові бурі та суховії, які здатні значно ускладнити умови. За рік на території району випадає від 140 до 250 мм опадів, і за останні роки їх кількість помітно зросла. Основна частина опадів припадає на холодний період року та міжсезоння, створюючи тим самим характерну для регіону варіативність кліматичних умов.

## Адміністративно-територіальний поділ
Станом на 1 липня 2024 року до складу району входять:
- Міське селище  Пахтаабад
- 15 сільських сходів громадян:

1. Кургонтепа
2. Янгікішлок
3. Дустлік
4. Файзліобод
5. Равот
6. Бірлік
7. Халкобод
8. Бірлашган
9. Зомін
10. Юртдош
11. Куйітош
12. Бустон
13. Навруз
14. Отаюрт
15. Пахтакор

## Галерея

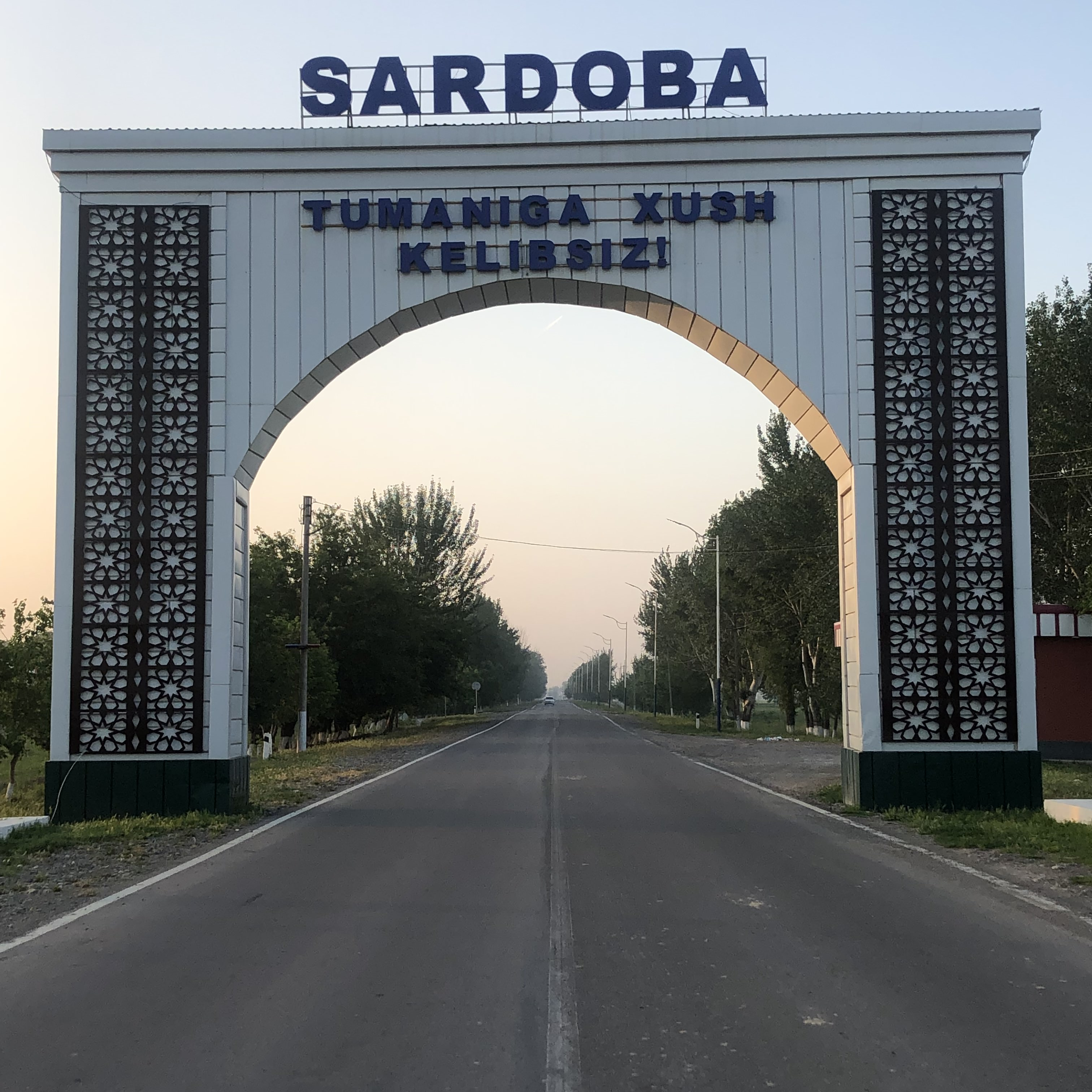